# Пашевка
 Пашевка  — поселок в Дубёнском районе Мордовии в составе Дубёнского сельского поселения.

## География
Находится у реки Ломат на расстоянии примерно 10 километров по прямой на запад-юго-запад от районного центра села Дубёнки.

## История
Основано после 1861 года. В 1913 году учтено 22 двора, название связано с фамилией бывших владельцев (Пашенные)

## Население
| 2002 | 2010 |
| ---- | ---- |
| 7    | ↘4   |

Постоянное население составляло 7 человек (русские 71 %, мордва-эрзя 29 %) в 2002 году, 4 в 2010 году.